# Liste der Kulturgüter von nationaler Bedeutung im Kanton Nidwalden
Diese Liste enthält alle national bedeutenden Kulturgüter (A-Objekte, geregelt in KGSV) im Kanton Nidwalden, die in der Ausgabe 2009 (Stand: 1. Januar 2018) des Schweizerischen Inventars der Kulturgüter von nationaler und regionaler Bedeutung vermerkt sind. Sie ist nach politischen Gemeinden sortiert; enthalten sind elf Einzelbauten, zwei Sammlungen, drei archäologische Fundstellen und ein Spezialfall.

## Abkürzungen
- A: Archäologie
- Arch: Archiv
- B: Bibliothek
- E: Einzelobjekt
- M: Museum
- O: Mehrteiliges Objekt
- S: Spezialfall

## Inventar nach Gemeinde

### Ennetbürgen
| KGS-Nr. | Foto | Objektbezeichnung | Typ | Adresse                    | Koordinaten     |
| ------- | ---- | ----------------- | --- | -------------------------- | --------------- |
| 11749   |      | Hammetschwandlift | S   | Bürgenstock, Hammetschwand | 672821 / 205967 |

### Hergiswil
| KGS-Nr. | Foto | Objektbezeichnung         | Typ | Adresse   | Koordinaten     |
| ------- | ---- | ------------------------- | --- | --------- | --------------- |
| 04185   |      | Sigristenhaus «Hostettli» | E   | Dorfplatz | 666370 / 204049 |

### Stans
| KGS-Nr. | Foto | Objektbezeichnung                           | Typ  | Adresse               | Koordinaten     |
| ------- | ---- | ------------------------------------------- | ---- | --------------------- | --------------- |
| 04195   |      | Höfli (Rosenburg)                           | O    | Alter Postplatz 3     | 670540 / 201161 |
| 04196   |      | Katholische Kirche St. Peter und Paul       | E    | Nägeligasse           | 670560 / 201059 |
| 04197   |      | Rathaus                                     | E    | Dorfplatz 2           | 670618 / 201001 |
| 04198   |      | Winkelriedhaus oder Lussyhaus               | E    | Engelbergstrasse      | 671084 / 200916 |
| 04224   |      | Winkelrieddenkmal (1865, Ferdinand Schlöth) | E    | Rathausplatz          | 670578 / 201017 |
| 08785   |      | Staatsarchiv Nidwalden                      | Arch | Stansstaderstrasse 54 | 670102 / 201703 |
| 09305   |      | Ehemaliges Kapuzinerkloster, Bibliothek     | B    | Engelbergstrasse 34   | 670878 / 201021 |
| 09643   |      | Dorf, mittelalterliches/neuzeitliches Dorf  | A    |                       | 670597 / 201068 |
| 09741   |      | Beinhauskapelle                             | E    | Nägeligasse           | 670527 / 201077 |

### Stansstad
| KGS-Nr. | Foto | Objektbezeichnung                                                  | Typ | Adresse                | Koordinaten     |
| ------- | ---- | ------------------------------------------------------------------ | --- | ---------------------- | --------------- |
| 09644   |      | Kehrsiten (neolithische Seeufersiedlung)                           | A   | Kehrsiten, Spichermatt | 670564 / 206063 |
| 09646   |      | Teller/Palisaden (mittelalterliche Befestigung), inkl. Schnitzturm | A   | Fischengasse           | 668400 / 203709 |

### Wolfenschiessen
| KGS-Nr. | Foto | Objektbezeichnung             | Typ | Adresse            | Koordinaten     |
| ------- | ---- | ----------------------------- | --- | ------------------ | --------------- |
| 04230   |      | Bauernhaus Grossitz           | E   | Hauptstrasse 31    | 672867 / 195361 |
| 04231   |      | Bauernhaus Unteres Brunnifeld | E   | Hauptstrasse 41    | 672808 / 195168 |
| 04232   |      | Hechhuis (Lussyhaus)          | E   | Hochhaus           | 672541 / 194944 |
| 10123   |      | Wohnhaus                      | E   | Hofstatt im Dörfli | 672635 / 194451 |